# Lali Espósito
Mariana Espósito, nota anche con lo pseudonimo di Lali (Buenos Aires, 10 ottobre 1991), è una cantautrice e attrice argentina.
Dal 2007 al 2012 ha fatto parte del gruppo musicale TeenAngels, e nel 2013 debutta come solista.

## Biografia

### Primi anni
Nasce il 10 ottobre 1991 a Buenos Aires, Argentina, da Carlos Espósito, allenatore di calcio e Maria José Riera, informatrice farmaceutica, ma dal 2001 lavora nell'industria dell'intrattenimento, tra le altre cose si occupa della gestione delle tournée di Lali. I suoi genitori si sono separati nel 2020. Ha una sorella e un fratello maggiore; Ana Laura (nata nel 1986) e Patricio (nato nel 1990). Ha vissuto la sua infanzia a Parque Patricios e la sua adolescenza a Banfield. Da lato paterno ha origini italiane, i bisnonni erano di Ancona, Marche. Il soprannome "Lali" le viene dato dal fratello, che da bambino non riusciva a chiamarla "Mari".

### Gli inizi (1998-2006)
Nel 1998, ad appena sei anni, ha fatto la sua prima apparizione in televisione nel programma televisivo per bambini Caramelito y vos, condotto da Cecilia "Caramelito" Carrizo, come concorrente che impersonava l'attrice e cantante uruguaiana Natalia Oreiro. Dopo essersi imbattuta per errore in un casting della produttrice Cris Morena all'inizio del 2002, fa il suo debutto come attrice nel 2003, nella telenovela Rincón de luz, nel ruolo di Malena "Coco" Cabrera, dove prende parte anche alla colonna sonora con la canzone No digas nada, cantata in duetto con Agustín Sierra. Grazie al successo della telenovela in Israele, ha partecipato all'adattamento teatrale al Yad-Eliyahu Arena di Tel Aviv, andato in scena per due settimane nell'aprile 2004. Nel 2004 e 2005 recita nella telenovela Flor - Speciale come te, nel ruolo di Roberta Espinosa, ruolo che riprende anche negli adattamenti teatrali Floricienta, en vivo tour e Floricienta, princesa de la terraza tour del 2004 e 2005. Nel 2006 interpreta Agustina "Agus" Ross nella telenovela Chiquititas sin fin, partecipa alla colonna sonora Chiquititas - 24 horas, con due canzoni, Por una vez e Me pasan cosas, e prende parte anche nell'adattamento teatrale.

### Il successo con i TeenAngels (2007-2012)
Dal 2007 al 2010 interpreta una dei protagonisti, Marianella "Mar" Talerico Rinaldi, nella telenovela Teen Angels, da cui è nato il gruppo musicale TeenAngels formato da Lali, Peter Lanzani, Gastón Dalmau, Nicolás Riera e China Suárez, che a gennaio 2011 lascia il gruppo, venendo sostituita da Rocío Igarzábal.

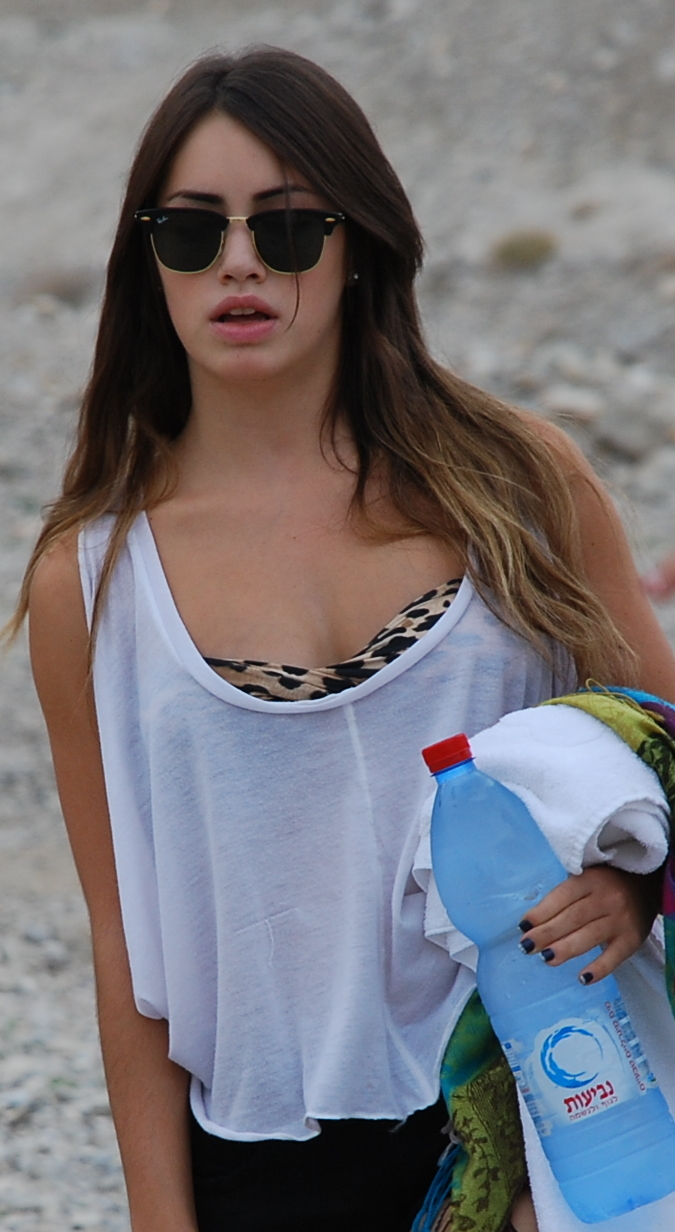
Lali nel 2011

Il 3 agosto 2011 va in onda la telenovela Cuando me sonreís su Telefe, dove Lali è una dei co-protagonisti con Benjamín Rojas, e interpreta Milagros "Mili", sorella di Luna Rivas, interpretata da Julieta Díaz e con Facundo Arana come protagonista maschile. A giugno 2012 con i TeenAngels fa una partecipazione speciale nella telenovela Dulce amor, che già ha come protagonisti Riera e Igarzabál. Da giugno a settembre interpreta in teatro Abigail Williams in Il crogiuolo, di Arthur Miller, insieme a Juan Gil Navarro. Il 6 settembre esce nei cinema il film La pelea de mi vida diretto da Jorge Nisco, dove Lali interpreta Belén, con protagonisti Mariano Martínez e Federico Amador. L'8 ottobre il gruppo si scioglie, con un ultimo concerto a Córdoba e con il film concerto Teen Angels: el adiós 3D, uscito nei cinema il 30 maggio 2013.

### Debutto da solista (2013-presente)
Il 21 gennaio 2013 torna in televisione nella telenovela Solamente vos, con protagonisti Adrián Suar e Natalia Oreiro, nel ruolo di Daniela Cousteau, figlia diciassettenne del protagonista, che desidera intraprendere la carriera di cantante, ma è osteggiata dai genitori che vogliono "qualcosa di meglio" per lei. Nella telenovela ha cantato tre canzoni composte da lei: Amor de agua y sal, Somos uno e Me haces volar, Frente a ti e Like a Prayer di Madonna. Il 5 luglio in una live streaming su Twitcam, annuncia il debutto da cantante solista, con il singolo A bailar, pubblicato in download sul suo sito il 5 agosto, provocando il collasso del sito stesso, il 2 settembre presenta il video musicale al Café-concert La Trastienda Club nel quartiere Monserrat di Buenos Aires. Il 12 dicembre lancia un profumo che porta il suo nome.

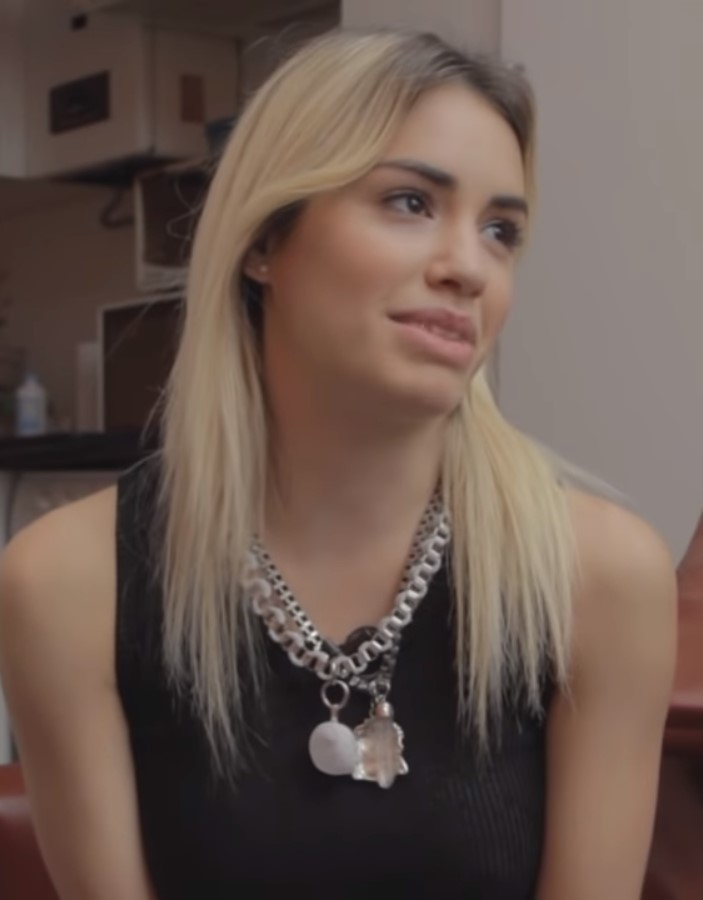
Lali nel 2014

Il 23 gennaio 2014 ha partecipato alla celebrazione della 300ª rappresentazione di Next to Normal. Il 26 febbraio viene candidata per la prima volta ai Nickelodeon Kids' Choice Awards degli Stati Uniti della 27ª edizione, nella categoria miglior artista latina, diventando così la prima artista argentina a essere nominata e anche la prima a vincere. Il 10 marzo è stato pubblicato il secondo singolo, Asesina, con video musicale. L'11 marzo viene pubblicato l'EP A bailar contenente le tracce A bailar, Del otro lado e Asesina. Il 14 marzo viene classificata come la 27ª celebrità di lingua spagnola più influente su Twitter. Il 15 marzo partecipa al Festival della Musica di Caserta, a Caserta nel PalaMaggiò. Il 18 marzo è stata classificata come terza donna argentina più sexy in un sondaggio riportato da Radio Continental. Il 21 marzo viene pubblicato il primo album in studio A bailar, e il 19 aprile inizia il suo primo tour, l'A Bailar Tour, in seguito è nel film peruviano A los 40 diretto da Bruno Ascenzo, dove interpreta Melissa, uscito nei cinema il 1º maggio. Il 19 novembre pubblica un terzo singolo, Mil años luz, e il 28 novembre firma con Sony Music Argentina. Il 5 dicembre viene pubblicato A bailar Fan pack, un'edizione speciale e limitata CD+DVD che contiene due brani inediti e un DVD con due canzoni dal vivo, oltre a due video musicali e un documentario del tour. Il 19 dicembre A bailar diventa disco d'oro in Argentina.

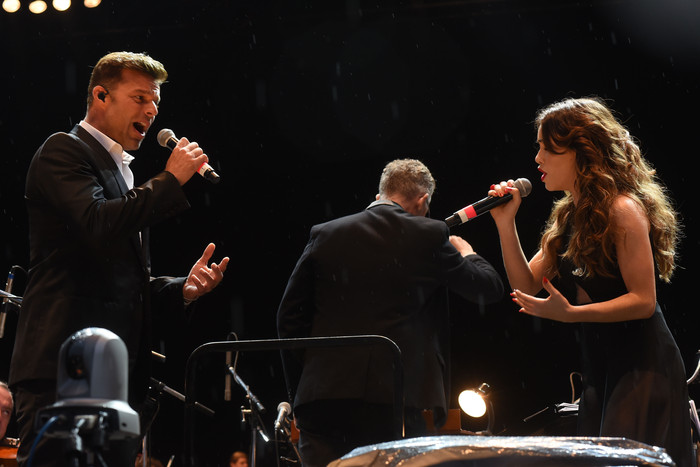
Lali con Ricky Martin nel 2015

Il 7 gennaio 2015 viene pubblicato il quarto singolo Del otro lado e il 10 marzo esce il video musicale. Il 15 marzo ha cantato Aquellas pequeñas cosas con Joan Manuel Serrat al Teatro Gran Rex, durante gli spettacoli per celebrare i suoi cinquant'anni di carriera. Il 6 aprile torna in televisione nel ruolo di Julia "Esperanza" Albarracín, protagonista della telenovela Esperanza mía. Il 21 maggio viene pubblicata la colonna sonora, dove Lali interpreta nove canzoni. Ha anche registrato un video musicale per la canzone Necesito, di cui è coautrice. Dal 4 luglio la telenovela è anche in teatro con il nome Esperanza mía, el musical, e sono stati realizzati 100 show nel teatro Ópera, dei quali più di 70 a Buenos Aires e gli altri nel resto del paese. Il 20 giugno termina l'A bailar Tour con l'ultimo concerto a Salta al Teatro Municipal. Il 27 giugno viene invitata all'evento Duetos historicos dove accompagna in un duetto Ricky Martin. Il 3 ottobre ha aperto il The Prismatic World Tour della cantante statunitense Katy Perry, nel Hipódromo de Palermo a Buenos Aires. L'11 settembre 2015 è stato pubblicato il quinto singolo, Histeria, con video musicale. Il tour di Esperanza mía finisce a dicembre nello stadio Luna Park di Buenos Aires.
Il 20 marzo 2016 viene pubblicato il primo singolo del secondo album, Único. Il 25 aprile termina il primo tour, con l'ultimo concerto al Yad-Eliyahu Arena di Tel Aviv, in Israele. Il 5 maggio viene pubblicato il secondo singolo Soy, e il 20 maggio viene pubblicato il secondo album in studio, Soy, che diventa in poche ore disco d'oro in Argentina. Il 24 giugno apre il The 7/27 Tour del gruppo musicale statunitense Fifth Harmony, in Cile al Movistar Arena. Il 18 luglio ha partecipato a una versione della canzone La memoria, di León Gieco, eseguita da diversi artisti argentini per commemorare il 22º anniversario dell'attentato all'AMIA. L'8 settembre inizia il secondo tour, il Soy Tour, con il primo concerto al teatro Ópera di Buenos Aires. Il 1º ottobre raggiunge la seconda posizione della Billboard Social 50, (aveva debuttato nella classifica a luglio) che classifica gli artisti più influenti sui social nel mondo. È rimasta in questa classifica per più di 150 settimane, un evento storico per un artista di nazionalità argentina e per una donna. Il 22, 23 e 25 novembre ha aperto tre concerti del One World Tour di Ricky Martin, in Messico, rispettivamente a Monterrey all'Arena Monterrey, Guadalajara all'Auditorio Telmex e in Città del Messico all'Auditorio Nacional. Il 9 dicembre rimpiazza come giudice Carolina Ardohain nel programma televisivo Bailando por un sueño.

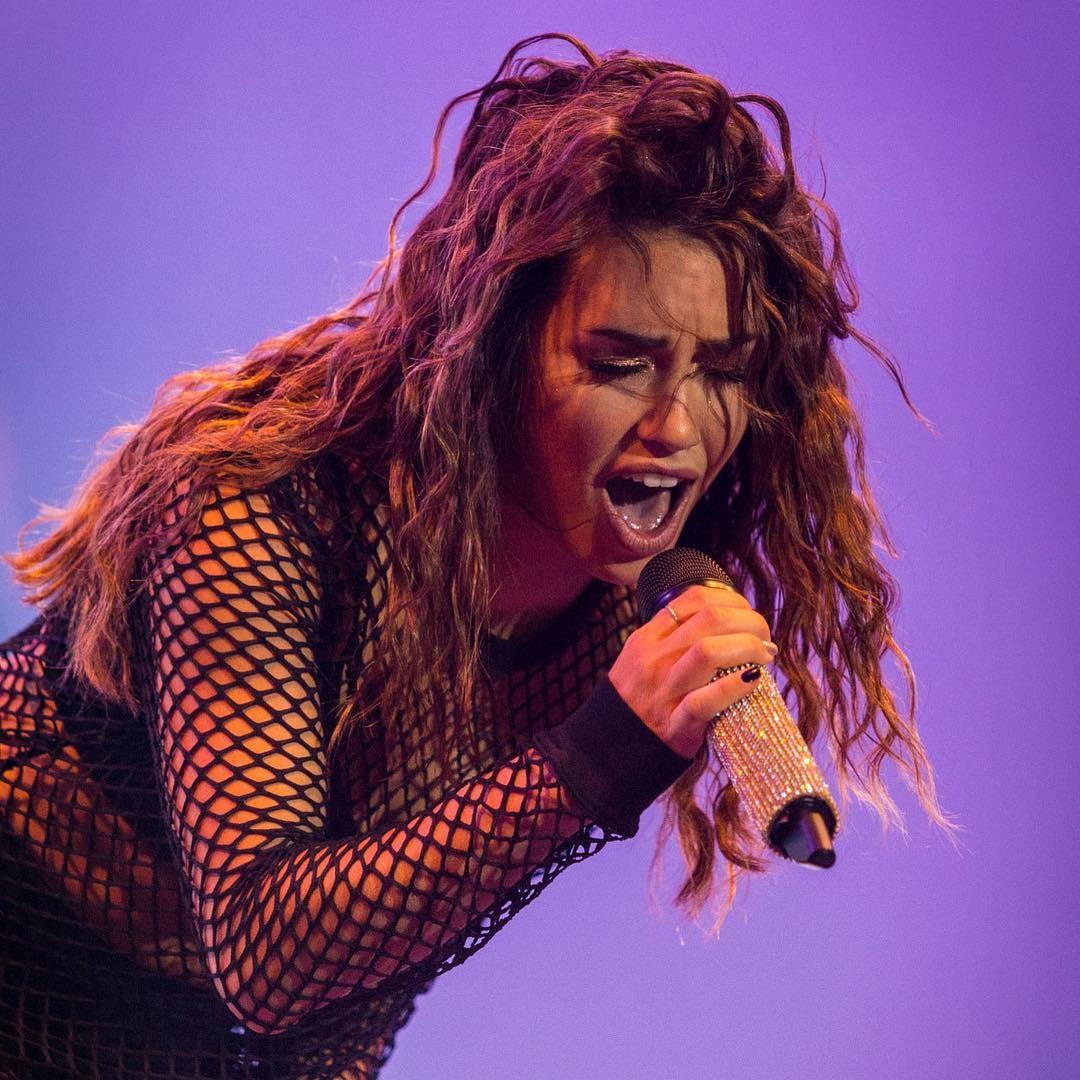
Lali Esposito nel febbraio 2017

Il 17 febbraio 2017 esce la collaborazione con la cantante e rapper italiana Baby K, per la versione remix spagnolo del singolo Roma-Bangkok.  Il 20 febbraio è stata invitata a far parte della giuria del Festival di Viña del Mar insieme a Maluma, Mon Laferte, Américo e Gastón Bernardou dei Los auténticos decadentes, tra gli altri, per scegliere la migliore canzone internazionale dell'evento. Il 9 e 10 aprile è in concerto col Soy Tour a Milano, ai Magazzini Generali, e a Roma, all'Orion Club. Il 17 giugno termina il Soy Tour, con l'ultimo concerto a Santiago del Cile, al teatro Teletón. Il 28 luglio è stato pubblicato il singolo Una na. Il 3 novembre inizia il terzo tour, Lali en Vivo al Luna Park. Il 1º dicembre viene pubblicato il singolo Tu novia. La notte del 25 dicembre viene pubblicato il singolo Tu sonrisa con il video musicale.

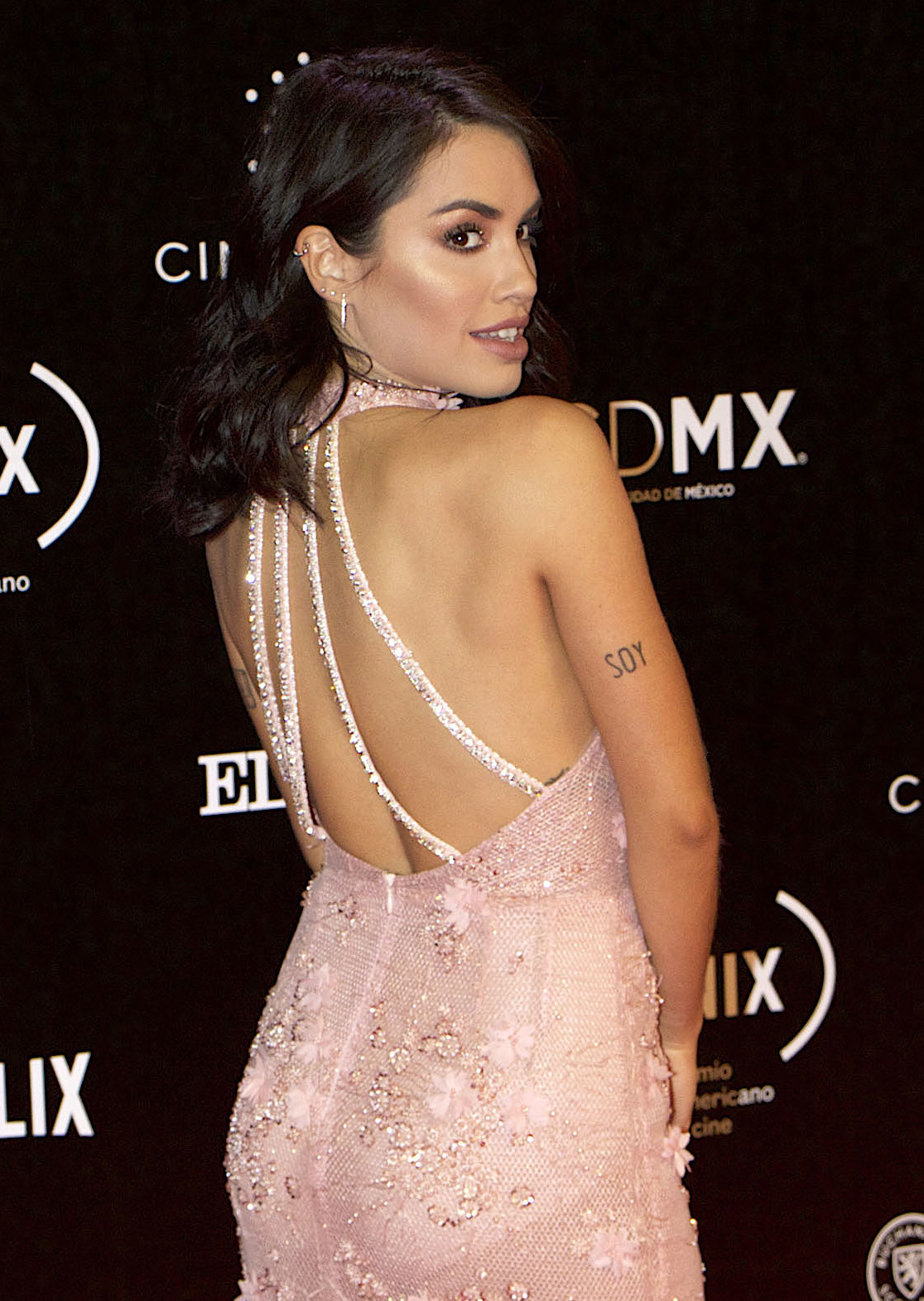
Lali nel 2018

Il 9 febbraio 2018 viene pubblicato il remix della canzone Mi mala del duo musicale venezuelano Mau y Ricky con Karol G, in collaborazione con Becky G, Leslie Grace e Lali. L'11 marzo apre nuovamente un tour di Katy Perry, il Witness: The Tour al Club Ciudad di Buenos Aires. 13 aprile è uscito il singolo 100 grados, un duetto con il cantante peruviano A.Chal, insieme al video musicale. Il 24 maggio è uscito il remix della canzone Prohibido del gruppo musicale messicano CD9 in collaborazione con Ana Mena e Lali. Il 20 luglio è uscito il nuovo singolo Besarte mucho, con video musicale. Il 21 e 22 luglio è in concerto con il Lali en Vivo al Milano Latin Festival, e il 28 luglio termina con l'ultima tappa in Spagna al Razzmatazz di Barcellona. Il 10 agosto viene pubblicato il terzo album in studio Brava, che diventa disco d'oro in Argentina dopo una settimana dall'uscita. Il 23 agosto viene postato il singolo e video musicale Sin querer queriendo in collaborazione con Mau y Ricky. Dal 22 agosto è tra i giudici insieme al cantante Diego Torres e al rapper Wisin del reality Talento Fox di Fox Channel. Il 23 agosto dà inizio al quarto tour, Brava Tour, al Luna Park. A settembre interpreta Dolores Dreier nel film Acusada, che è stato presentato in concorso alla 75ª edizione della Mostra internazionale d'arte cinematografica di Venezia. Il 20 ottobre viene invitata ad aprire il Never Be the Same Tour della cantante statunitense Camila Cabello, al DirecTV Arena di Buenos Aires. Il 9 novembre è uscito l'album Valiente della cantante messicana Thalía, che contiene la canzone Lindo pero bruto con Lali. Il 14 novembre esce il singolo e video musicale di Caliente con la drag queen e cantante brasiliana Pabllo Vittar. Recita insieme a J Balvin nel video musicale della canzone ¿Qué vas a hacer? del cantante Ricardo Montaner, uscito il 30 novembre. Il 31 dicembre si è esibita al Times Square con Mau e Ricky cantando Sin querer quierendo e Mi mala poco prima del conto alla rovescia di capodanno.

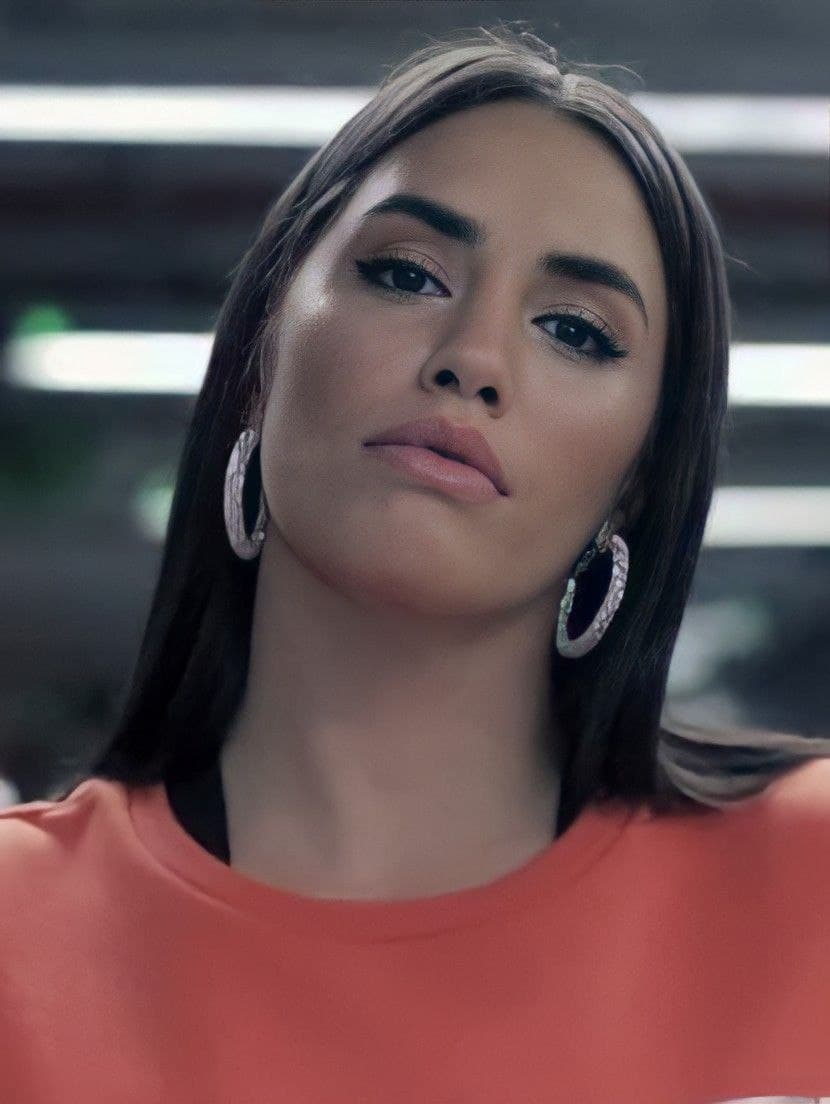
Lali nel 2019

Il 29 gennaio 2019 esce il video musicale del singolo Lindo pero bruto di Thalía con Lali.  Il 10 luglio apre lo show del cantante statunitense Nicky Jam al festival Starlite a Marbella. Il 18 luglio ha co-condotto la cerimonia dei Premio Juventud a Miami, con la boy band statunitense CNCO e l'attrice messicana Alejandra Espinoza. In agosto è salita alla posizione numero cinque della Billboard Social 50. Il 24 agosto ha raggiunto la posizione numero quattro. Inoltre, ha accumulato un totale di 119 settimane di permanenza non consecutiva nella classifica, con un picco storico al secondo posto nel 2016. Il 10 ottobre esce il singolo Laligera, e il 7 novembre il Brava Tour è terminato con l'ultima tappa a Washington, al Howard Theatre. L'8 novembre viene pubblicato il singolo Como así, in collaborazione con la boy band statunitense CNCO. Il 14 novembre annuncia su Instagram che sarà co-protagonista della serie televisiva di Netflix Sky Rojo. Il 13 dicembre partecipa al singolo Salta la comba di Pinto "Wahin".
Il 12 marzo 2020 partecipa al singolo Gente en la calle del cantante Fito Páez. Il 27 aprile, la sua diretta Instagram con Peter Lanzani ottiene il maggior numero di spettatori simultanei della storia argentina (circa 170.000), rientrando nella Top 10 delle IG Live più viste al mondo. il 19 maggio, su iniziativa di Sony Music e Global Citizen a sostegno della Organización Panamericana de la Salud (OPS) nei suoi sforzi per fermare la diffusione del virus e mitigare l'impatto del COVID-19, ha partecipato a una cover della canzone Color esperanza, di Diego Torres, chiamata Color esperanza 2020, insieme a Diego Torres, Rubén Blades, Camilo, Camila, Kany García, Reik, Thalía, Pedro Capó, Coti, Dilsinho, El Cigala, Farruko, Fonseca, Leonel García, Gente De Zona, Leslie Grace, Nicky Jam, Ara Malikian, Dani Martín, Mau y Ricky, Prince Royce Rauw Alejandro, Reik, Río Roma, Carlos Rivera, Ivete Sangalo, Ángela Torres, Manuel Turizo, Jorge Villamizar e Carlos Vives. Tutti i proventi generati da questa versione sono stati devoluti alla OPS. Il 21 maggio appare nel video musicale della canzone Contigo della cantante messicana Danna Paola. Il 22 maggio viene pubblicato il singolo Lo que tengo yo, nato con l'idea di intrattenere i fan durante il lockdown dovuto alla pandemia di COVID-19. L'11 giugno esce il singolo in collaborazione con Lali del gruppo musicale cumbia messicano Los Ángeles Azules, chiamato Las maravillas de la vida. Il 5 agosto viene pubblicato il singolo Fascinada, e il 27 settembre viene pubblicato il singolo Soy de volar del gruppo musicale spagnolo Dvicio, in collaborazione con Il 12 novembre viene pubblicato il video musicale, diretto da Lali, e la canzone Ladrón, in collaborazione con la rapper Cazzu. A un'ora di distanza dal singolo viene pubblicato a sorpresa il quarto album, Libra.

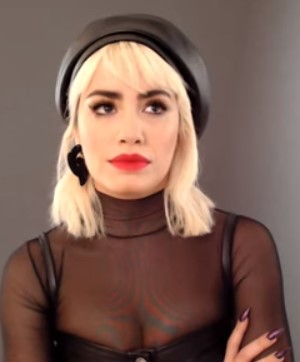
Lali nel 2021

Il 4 marzo 2021 ha partecipato al video musicale di Gente en la calle, che fa parte dell'album La conquista del espacio di Fito Páez. Il 19 marzo ha debuttato su Netflix la prima stagione della serie televisiva Sky Rojo, dove interpreta Wendy, una delle tre prostitute che fuggono in cerca di libertà inseguite dal loro protettore e dai suoi scagnozzi. Il 31 marzo ha partecipato all'evento virtuale di Pepsi Guatemala Pégate al ritmo insieme a Mau & Ricky e Camilo. Dal 24 giugno fino al 5 settembre è tra i giudici del talent show La Voz Argentina, con Soledad Pastorutti, Ricardo Montaner e Mau y Ricky, in onda su Telefe. Il 23 luglio debutta su Netflix la seconda stagione di Sky Rojo.
Il 12 gennaio, 27 gennaio e 10 gennaio 2022 pubblica una trilogia di singoli composta rispettivamente da Disciplina, Diva e Como tú, Il 25 marzo esce la canzone Solo del cantante francese Willy William, in duetto con will.i.am e Lali. Il 1º aprile è uscita una nuova versione del singolo Cuanto antes del 2003, del cantautore spagnolo Álex Ubago, in duetto con Lali. Il 1º maggio ha condotto la 9ª edizione dei Premio Platino, insieme a Miguel Ángel Muñoz, per cui si è esibita per la prima volta cantando Disciplina, alcuni media hanno elogiato la sua performance definendola uno dei momenti migliori della cerimonia. Dal 5 giugno fino al 12 settembre è di nuovo tra i giudici di La Voz Argentina. Il 22 giugno ha pubblicato N5, che è stato il suo primo brano a entrare nella top 10 delle hit settimanali della Billboard Argentina Hot 100, e il 23 giugno è iniziato il suo quinto tour, il Disciplina Tour al Luna Park. Il 24 agosto ha pubblicato la canzone e il video musicale 2 son 3. Il 5 settembre è entrata a far parte della 17ª stagione del talk show El Hormiguero come collaboratrice occasionale nel ruolo di life coach, offrendo consigli, sollevando nuove questioni e rispondendo alle domande dei telespettatori. Il 12 ottobre, partecipa alla canzone nu metal Revolución uscita nel 1999, in nuova versione con Lali, del gruppo musicale heavy metal argentino A.N.I.M.A.L.. Il 4 novembre ha debuttato la prima stagione della serie televisiva El fin del amor su Prime Video, basata sull'omonimo saggio di Tamara Tenenbaum e sceneggiata da Tenenbaum e Erika Halvorsen. Lali interpreta Tamara, una filosofa proveniente da una famiglia ebrea ortodossa che decide di rompere con la tradizione familiare, indagando allo stesso tempo sulle proprie convinzioni. Ha partecipato anche come produttrice esecutiva e si è occupata del casting degli attori. Il 6 novembre, durante la 31ª edizione del Gay Pride di Buenos Aires ha presentato in anteprima (come "regalo" alla comunità LGBT) la canzone Motiveishon, che è stata pubblicata l'11 novembre su tutte le piattaforme digitali con il relativo video musicale. Il 18 dicembre, viene scelta per cantare l'inno nazionale argentino ai Mondiali 2022 in Qatar.

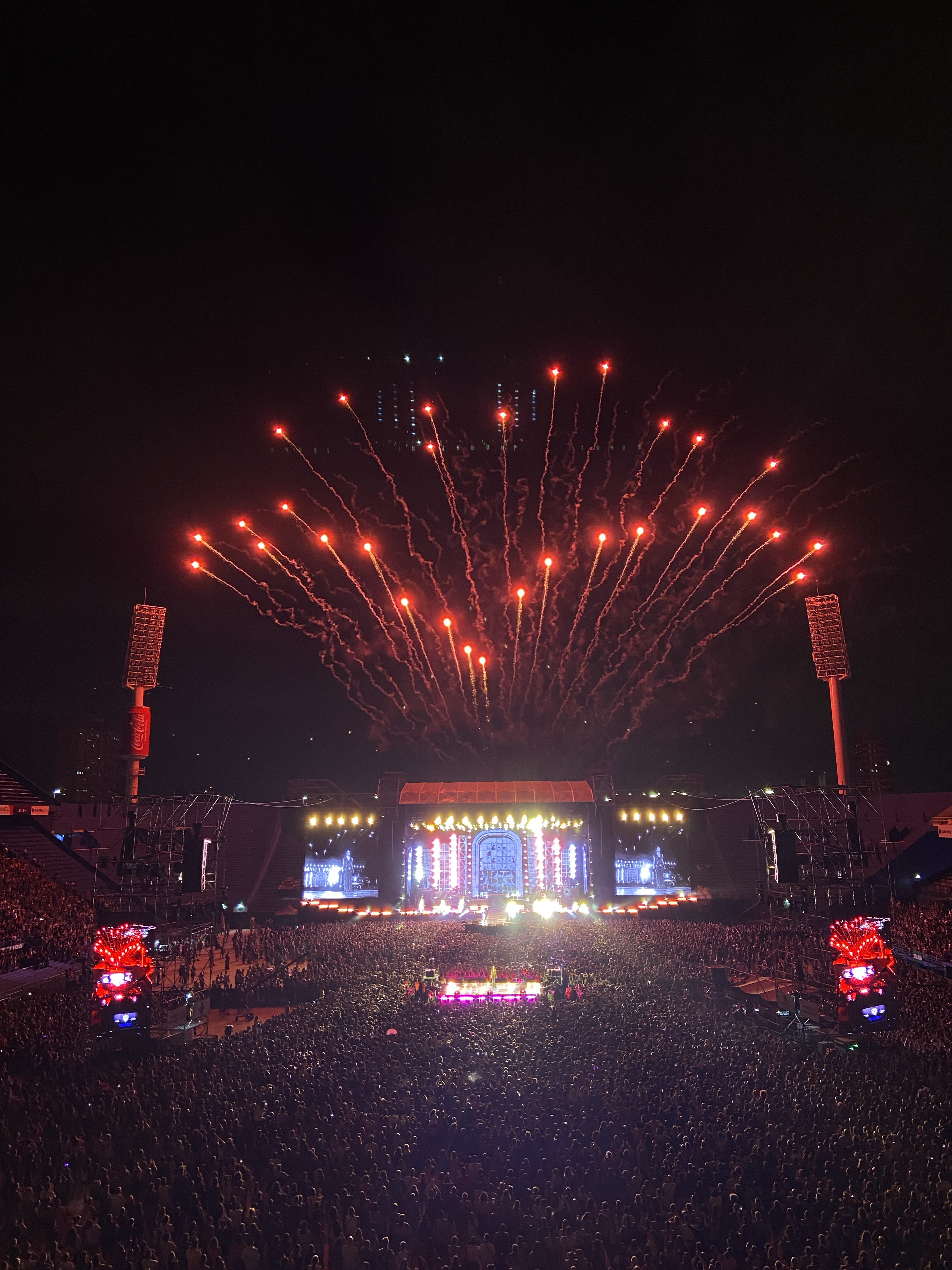
Lali nel 2023 allo Stadio Vélez Sarsfield

Il 13 gennaio 2023 debutta la terza e ultima stagione di Sky Rojo. Il 20 gennaio è stato pubblicata una versione inedita di Yo te diré, singolo del gruppo musicale Miranda! del 2004, in una nuova versione duetto con Lali, la canzone ha raggiunto la posizione 26ª nella classifica Billboard Argentina Hot 100. Il 4 marzo, porta il suo Disciplina Tour, nell'iconico Stadio Vélez Sarsfield di Buenos Aires, con un pubblico di oltre 50.000 persone, facendo entrare il suo nome nella storia come la prima donna argentina a fare sold out in uno stadio di questo calibro. Il 13 aprile è uscito il suo quinto album, Lali. Il 23 giugno inizia il suo sesto tour, il Lali Tour a Vienne, Francia, nel Viva Latino Festival. Il 26 giugno appare nel video musicale della canzone La baby del produttore discografico portoricano Tainy, Daddy Yankee, Feid e Sech O. Il 9 luglio è con il suo Lali Tour al Milano Latin Festival. Il 14 luglio esce il remix della canzone Nochentera della cantante spagnola Vicco in duetto con Lali. Il 27 luglio è uscito il singolo ¿Quiénes son?, il cui testo affronta il tema delle bugie, delle fake news e dei messaggi di odio che circolano sui social network e nei media, con l'intento di aggredire. La canzone invita a riflettere su come questi messaggi negativi possano smettere di influenzarci. Il singolo include anche un sample dell'attrice e ex vedette Moria Casán, che appare nel video musicale, pronunciando diverse frasi caratteristiche e un'introduzione con un messaggio audio dell'artista argentina. Il 31 agosto viene pubblicato su Spotify Spotify Singles, EP contenente le canzoni 1Amor e Yegua, quest'ultima è una cover della canzone del gruppo musicale Babasónicos. Il 13 dicembre ha pubblicato una versione deluxe del suo quinto album in formato digitale e vinile, chiamato Lali Deluxe, con due brani inediti: Baum baum e Corazón perdido, e con un cortometraggio intitolato Mi fiesta, in cui collega gli ultimi due singoli. Il cortometraggio, diretto da Lali e Lautaro Espósito, vede la partecipazione dell'attore argentino Peter Lanzani, dell'ex calciatore e attore spagnolo Jesús Mosquera, dell'attrice Candela Vetrano, come voce della giornalista, e una breve apparizione del comico Martín Rechimuzzi.
Il 18 gennaio 2024 partecipa alla canzone A oscuras della cantante spagnola Ptazeta. L'11 febbraio si esibisce nella Provincia di Córdoba al Cosquín Rock. Il 4 marzo viene confermata la sua presenza tra i giudici di The X Factor, in Spagna, Factor X, con Abraham Mateo, Willy Bárcena e Vanesa Martín, in onda su Telecinco dal 17 aprile al 10 giugno. Il 18 aprile partecipa alla canzone Supersónico, contenuto nell'album Baño María dei cantanti Ca7riel e Paco Amoroso. Il 26 aprile esce l'album Por cesárea del rapper Dillom, con la canzone Le carie, in duetto con Lali. Il 16 maggio ha pubblicato una versione personale del brano Mil horas, realizzata in collaborazione con il musicista e produttore Cachorro López, canzone del celebre gruppo musicale argentino Los Abuelos de la Nada, scritta da Andrés Calamaro e pubblicata nell'album Vasos y besos del 1983. Il 30 maggio collabora con Taichu nel singolo S.O.S. Il 27 settembre viene pubblicato il singolo Fanático, accompagnato dal relativo video musicale. Il 26 novembre viene pubblicato il singolo No me importa Il video musicale, diretto da Lali, è uscito il 29 novembre.
Il 6 febbraio viene pubblicato il singolo Mejor que vos, in collaborazione con il gruppo Miranda!. Il 16 aprile debutta su Prime Video la seconda stagione di El fin del amor, lo stesso giorno viene pubblicata una nuova versione del brano del 2001 Loco un poco del gruppo rock argentino Turf, realizzata in collaborazione con Lali. Il 25 aprile esce la canzone 33 in collaborazione con Dillom. Il 29 aprile esce il sesto album in studio, No vayas a atender cuando el demonio llama. Dal 23 giugno va in onda la quinta stagione di La Voz Argentina, in cui Lali è stata riconfermata come giudice, accanto a Soledad Pastorutti, Luck Ra e il duo Miranda!.

## Vita privata
Dal 2006 al 2009 ha avuto una relazione a intermittenza con Peter Lanzani, conosciuto sul set della telenovela Chiquititas. La coppia è ancora molto amata dai fan e sono rimasti in buoni rapporti anche dopo la loro rottura.

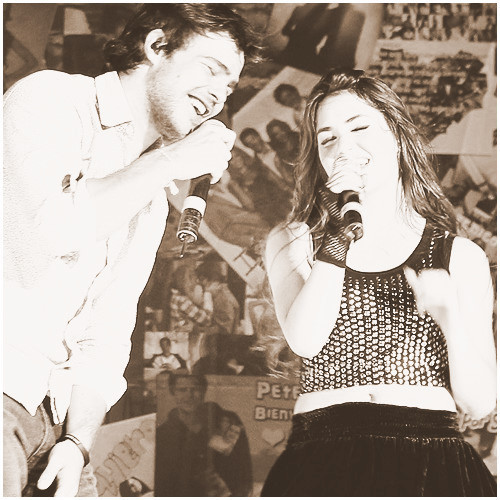
Lali e Peter Lanzani in tour con i TeenAngels

A fine 2010 ha iniziato a frequentare Benjamín Amadeo, che ha conosciuto nel 2009 sul set della terza stagione della telenovela Teen Angels. La coppia si separa nel luglio 2015, nonostante ciò i due e le loro famiglie sono rimasti in buoni rapporti, facendo diverse apparizioni pubbliche insieme.
Da ottobre 2015 a marzo 2016 ha avuto una relazione molto pubblicizzata con il co-protagonista della telenovela Esperanza mía, Mariano Martínez. Dal 2017 al 2020 ha avuto una relazione con il tecnico del suono Santiago Mocorrea. Dal 2020 al 2022 ha avuto una relazione aperta con il regista spagnolo David Victori. Nel 2022 si è dichiarata bisessuale. Da fine 2023 ha una relazione con Pedro Rosemblat.

## Altre attività

### Moda
La sua prima campagna commerciale è stata nel 2004-2005 per la linea d'abbigliamento per bambini MCbody Jeans. Nel 2007, 2008 e 2009 lavora per Promesse, un marchio di lingerie argentino per il quale ha realizzato alcuni servizi fotografici insieme a Luisana Lopilato. Nel 2009, Lali e Peter Lanzani hanno realizzato una promozione speciale per lo spray per il corpo KEFF per il mercato israeliano. Dal 2011 al 2015 è stata la modella principale della linea di intimo Lara Teens. Nel 2014 è stata protagonista di uno spot pubblicitario per i prodotti per capelli della marca uruguaiana Biokur. Nel 2014 e 2015 realizza campagne per Carefree, Claro Música e Coca-Cola. Nel 2015, 2016 e 2017, è sponsor per Sunsilk (per il mercato argentino il nome è Sedal) con cui torna a lavorare nel 2021, 2022, 2023, 2024 e 2025. Nel 2018 ha lanciato la sua prima linea di abbigliamento con 47 Street, rinnovata nel 2019, 2020, 2021 e 2022. Nel settembre 2019 è stata una dei volti della tinta per capelli Garnier Nutrisse, di Garnier Argentina. Il 7 maggio 2025  ha lanciato la sua prima collezione di occhiali, chiamata Fragmentos revelados, in collaborazione con Hardem.

## Filantropia
Il 22 maggio 2010 con i TeenAngels, partecipa a un'azione di beneficenza organizzata dalla rivista spagnola Bravo in collaborazione con la Biodiversity Foundation, a Madrid, in occasione della Giornata mondiale della biodiversità, per sensibilizzare sull'importanza di preservare la biodiversità. Nel 2012 con i TeenAngels ha aiutato l'UNICEF Argentina, per il quale si esibiscono all'evento Un sol para los chicos, che ha continuato ad aiutare anche da solista nel 2014, 2015 e 2016. Nel giugno 2012 si è unita ad alcune celebrità, tra cui Luisana Lopilato e Nicolás Vázquez, nella campagna di Cartoon Network per fermare il bullismo, chiamata "Basta de bullying, no te quedes callado" ("Basta bullismo, non restare in silenzio"), in cui genitori e studenti sono invitati a firmare un impegno a reagire quando vedono situazioni di bullismo. A ottobre partecipa alla campagna "Reciclando tu botella llevamos agua potable a una escuela" ("Riciclando la tua bottiglia portiamo l'acqua potabile a una scuola") di Mundo invisible - Cultura solidaria en movimiento. Nel 2013 ha supportato i Best Buddies, un internazionale associazione non governativa che promuove l'impiego sociale delle persone con disabilità intellettive. Nel 2017 ha unito le forze con Red Solidaria e il Club Atlético River Plate per lanciare una campagna di solidarietà denominata Amor es presente. La campagna ha ricevuto in dono giocattoli che sono stati poi regalati a più di dodicimila bambini nell'ambito delle festività natalizie. Nel 2018 è stata nominata "madrina" della fondazione Dono x vos, un'organizzazione non governativa dedicata alla sensibilizzazione sulla donazione di organi.

## Attivismo
Lali si definisce una «femminista apprendista». Nel 2022, in un'intervista con Rolling Stone Argentina, ha parlato più dettagliatamente del suo rapporto con il femminismo:

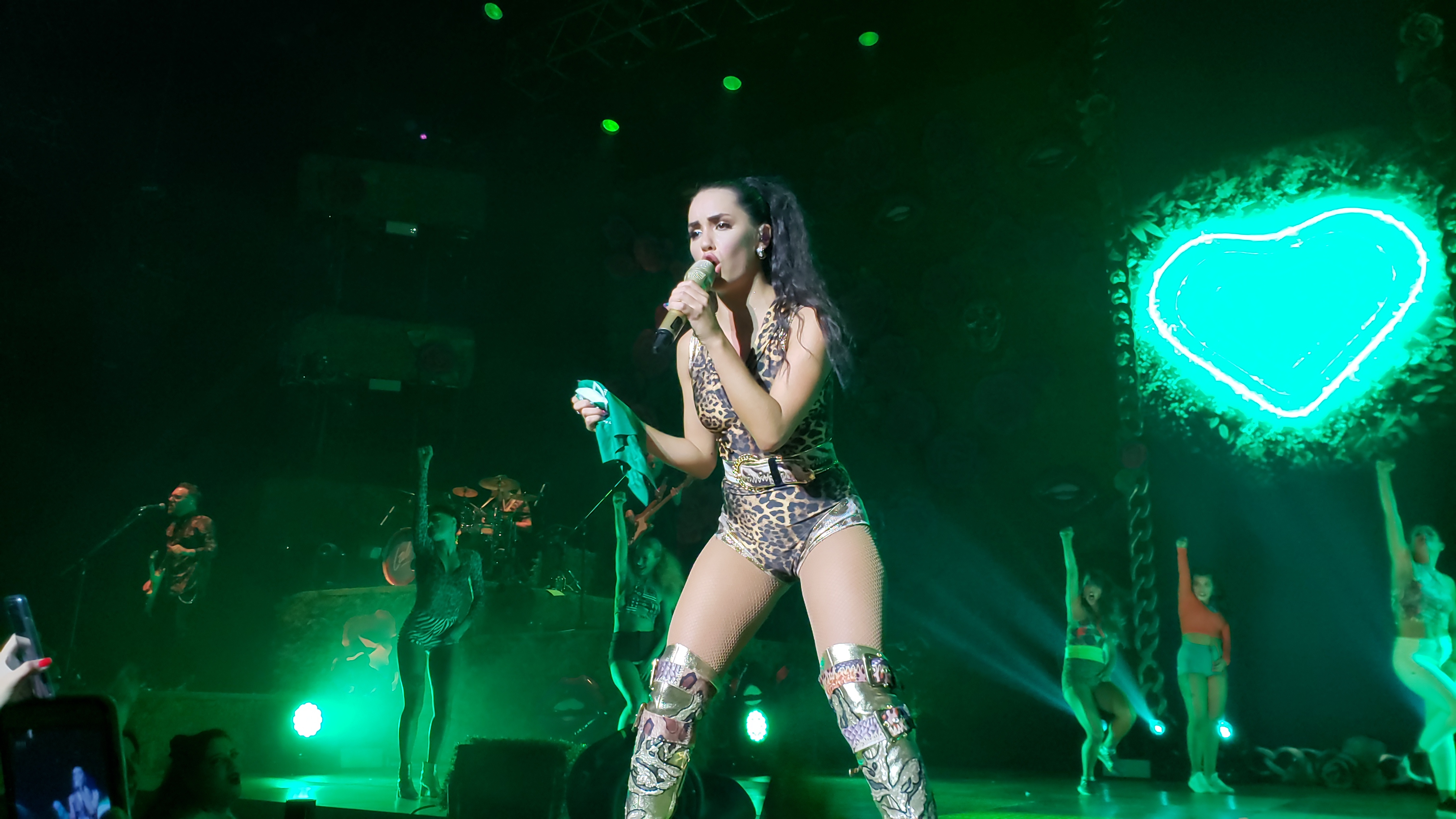
Lali canta Tu revolución dedicata al movimento per la legalizzazione dell'aborto in Argentina, durante il Brava Tour nel 2018

Nel 2018 si è espressa a favore dell'interruzione volontaria di gravidanza in Argentina, dove l'aborto era ancora illegale, ricevendo critiche dal movimento pro-life argentino. In quell'anno ha partecipato a diverse marce femministe davanti al Congresso nazionale dell'Argentina per protestare contro la violenza di genere e la legalizzazione dell'aborto nel paese. Durante il Brava Tour, ha dedicato la sua canzone Tu revolución al movimento per la legalizzazione dell'aborto, mentre il palco era illuminato di verde e gli schermi mostravano cuori di questo colore, che è quello che identifica il movimento pro-choice. Di conseguenza, durante il tour ha dovuto affrontare le critiche dei pro-life in alcune città, tra cui minacce di morte. Fa parte di un collettivo femminista di attrici e cantanti argentine come Verónica Llinás, Griselda Siciliani, Carla Peterson, Muriel Santa Ana, Nancy Dupláa, Cecilia Roth, Dolores Fonzi e molte altre.

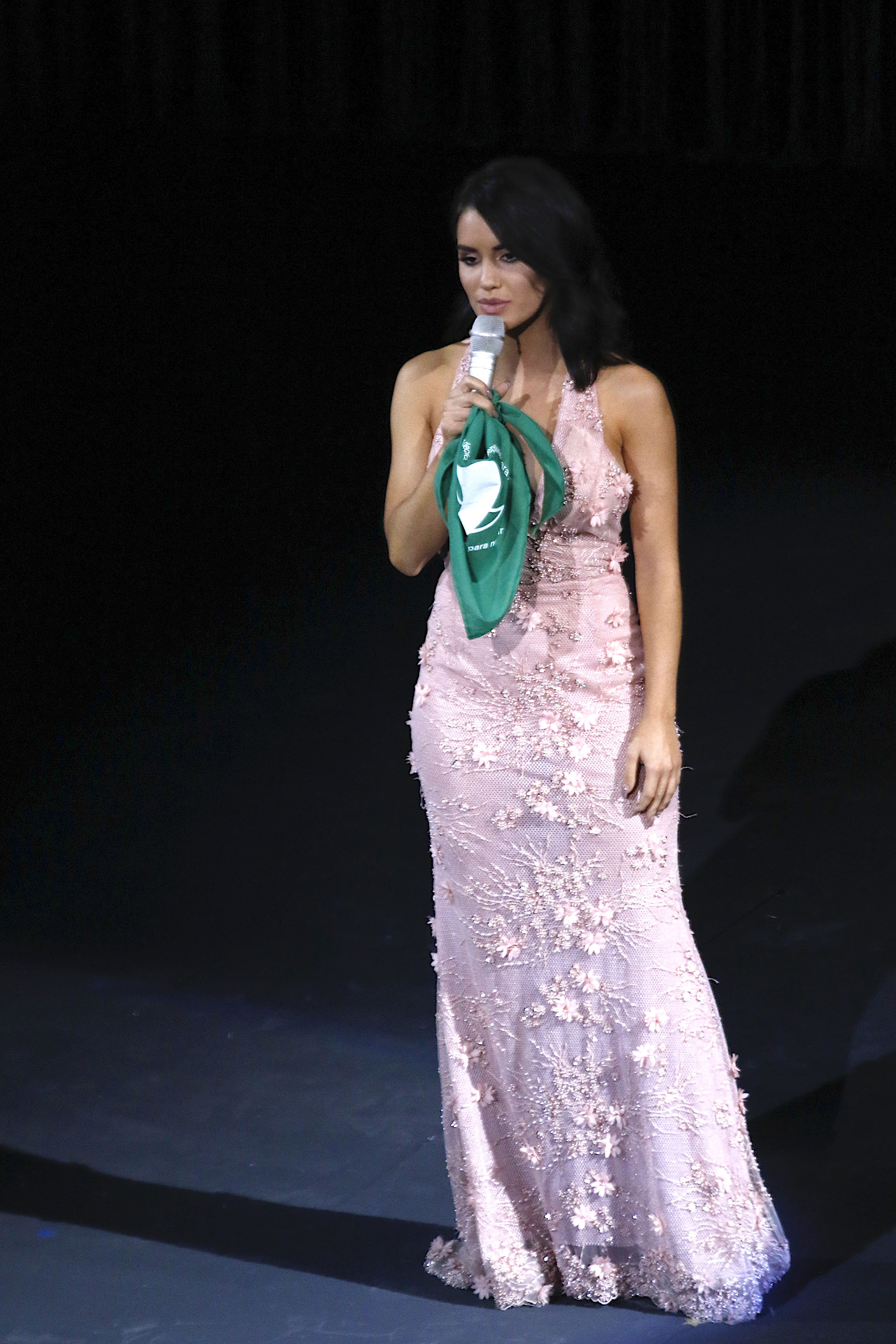
Lali ai Premi Fénix nel 2018

All'apertura dei Premi Martín Fierro 2018 ha eseguito alcune delle sue canzoni principali sulla terrazza dell'Alvear Icon Hotel e ha chiuso lo spettacolo sollevando un fazzoletto verde, simbolo della richiesta di un aborto legale, sicuro e gratuito. Ha ripetuto il gesto durante i Premi Fénix e sul red carpet dei Latin Grammy Awards. Alla cerimonia di consegna dei Premi Gardel 2019, dopo aver vinto in tre categorie, è salita sul palco e ha tenuto un discorso a favore della legge per una quota di donne sui palcoscenici e nei festival musicali, oltre a un maggior numero di posti per compositrici, produttrici e musiciste e nuovamente all'aborto legale nel paese. È stata anche protagonista del panel Women in the Lead della Billboard Latin Music Week, tenutosi a Las Vegas, insieme alle cantanti ispanoamericane considerate pioniere Anitta, Karol G e Natti Natasha, per discutere del ruolo delle donne nella scena ispanoamericana. A fine novembre 2019 ha condotto una campagna per prevenire la violenza di genere, organizzata dall'Unione europea e dell'"Iniziativa Spotlight" della ONU.
Il 3 novembre 2022, la Legislatura della Città di Buenos Aires l'ha nominata "Destacada de la Cultura de la Ciudad de Buenos Aires" ("Personalità di spicco della cultura nella città di Buenos Aires"), che ha ricevuto il 9 marzo 2023.
Nel 2022 ha parlato della sua bisessualità nel programma Nadie dice nada sul canale streaming Luzu TV, dove ha raccontato il suo personale processo di accettazione. A trent'anni, ha detto che per molto tempo non ha accettato che le piacessero le donne e che scrivere canzoni è stato un percorso di auto-scoperta in quanto, nei suoi testi, condivide la propria esplorazione sessuale-affettiva. Ha riflettuto su come le sue recenti esperienze l'abbiano portata a essere più onesta con se stessa. In canzoni come N5 e 2 son 3, ha iniziato a mostrare la sua vera identità senza inibizioni.

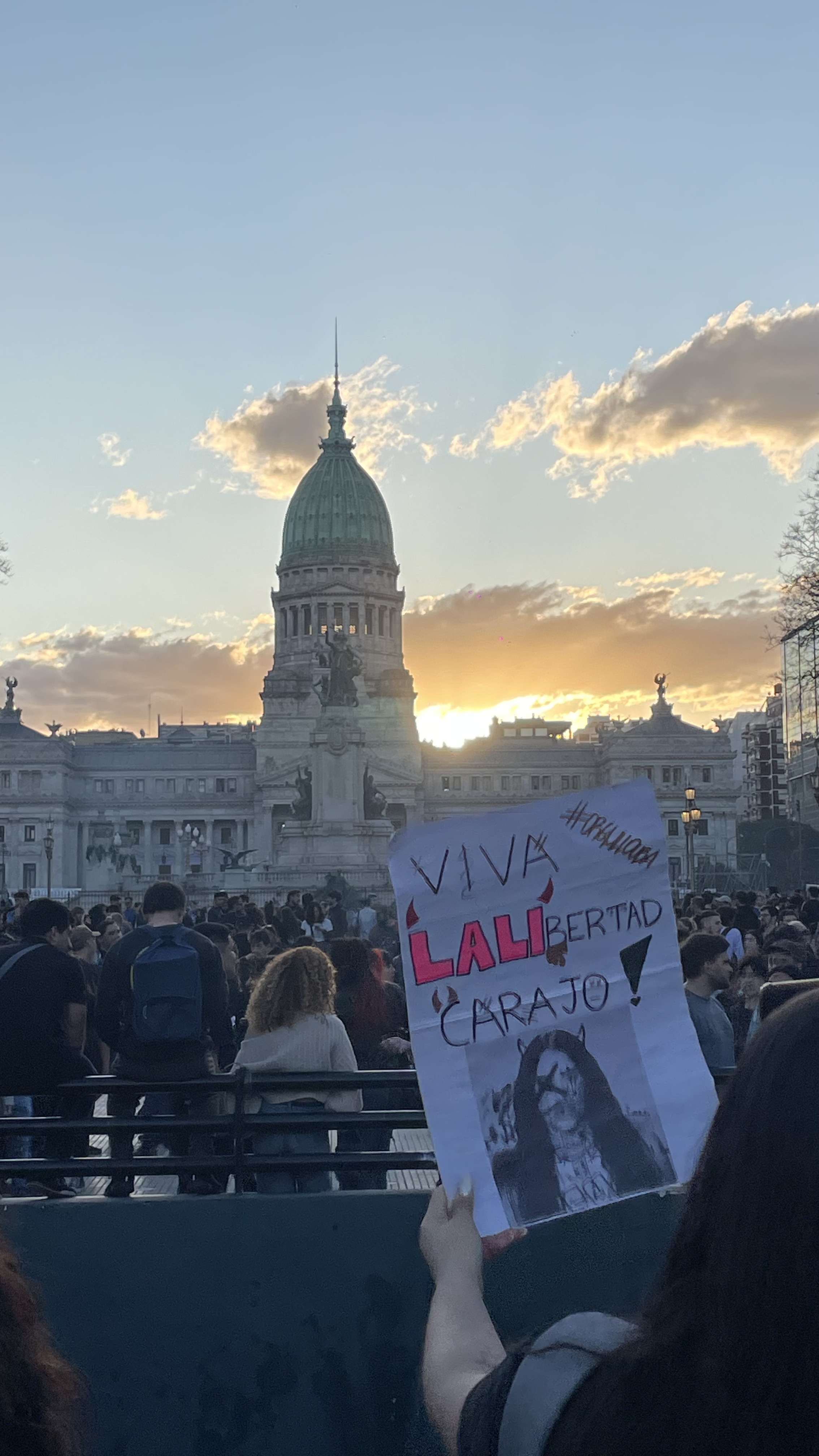
Cartello di Lali di un manifestante durante la marcha federal universitaria in Argentina il 2 ottobre 2024

Il 12 novembre 2024, Amnesty International le ha conferito un riconoscimento in occasione dell'evento Voces que transforman per il suo lavoro relativo ai diritti delle persone della comunità LGBT. Il 1º febbraio 2025 partecipa alla marcia federale dell'orgoglio LGBTQI+ antifascista e antirazzista, nata come risposta alle accuse rivolte da parte di Javier Milei durante il suo discorso al Forum economico mondiale.

## Stile e influenze musicali
Lali ricorda che suo nonno paterno, Osvaldo "Coco" Espósito, cantante e compositore di tango a livello amatoriale, era l'unica persona legata all'arte in famiglia, ma che la madre, che lei definisce la sua più grande influenza, le ha fatto ascoltare la musica: «C'è stato qualcosa di fondamentale, se torno indietro alla mia infanzia e adolescenza, che è la figura di mia madre. [...] Era lei che mi faceva ascoltare la musica, anche se non avevamo un soldo. Ma è sempre stata lei a parlarmi come se prima o poi l'avrei avuto». Ha anche aggiunto: «La casa in cui sono cresciuta era una casa super musicale. Mia madre ascoltava i grandi artisti rock e pop nazionali e mondiali, nutrendomi in modo incredibile». All'età di sette o otto anni ha ricevuto il suo primo CD, Greatest Hits, dei Queen, che ha definito "il primo grande impatto musicale". In diverse interviste ha raccontato che era solita giocare a cantare stando davanti a uno specchio, imitando i movimenti, le pose e la voce di Freddie Mercury. Ha preso i Queen come ispirazione, soprattutto quando ha scritto Reina, canzone del suo secondo album Soy, dedicata a Mercury. D'altra parte, durante l'A Bailar Tour, ha reso loro omaggio eseguendo Don't Stop Me Now in diversi tappe del tour. Un altro dei suoi cantanti preferiti è Gustavo Cerati, che ha riscoperto come solista, pur avendolo ascoltato nella sua infanzia come componente del gruppo musicale rock argentino Soda Stereo. In un'intervista rilasciata a Noticias1440 nel 2020, lo ha definito un "mago del pop" e ha detto: «Da adulta ho conosciuto Gustavo come solista, è lì che ho capito tutto il suo genio». Inoltre, nella sua canzone Disciplina ha incluso la frase '"demos un paseo inmoral" della canzone Paseo inmoral che fa parte di Bocanada, il secondo album solista di Cerati. Un'altra delle sue influenze musicali è Beyoncé, per il quale ha espresso ammirazione e fanatismo, oltre a dire di sentirsi influenzata dal suo lavoro e dal suo ruolo di imprenditrice e produttrice. È stata anche influenzata da artisti come Madonna, Michael Jackson, Prince, Jennifer Lopez, Shakira, Cher, Britney Spears, NSYNC, Backstreet Boys e Destiny's Child.

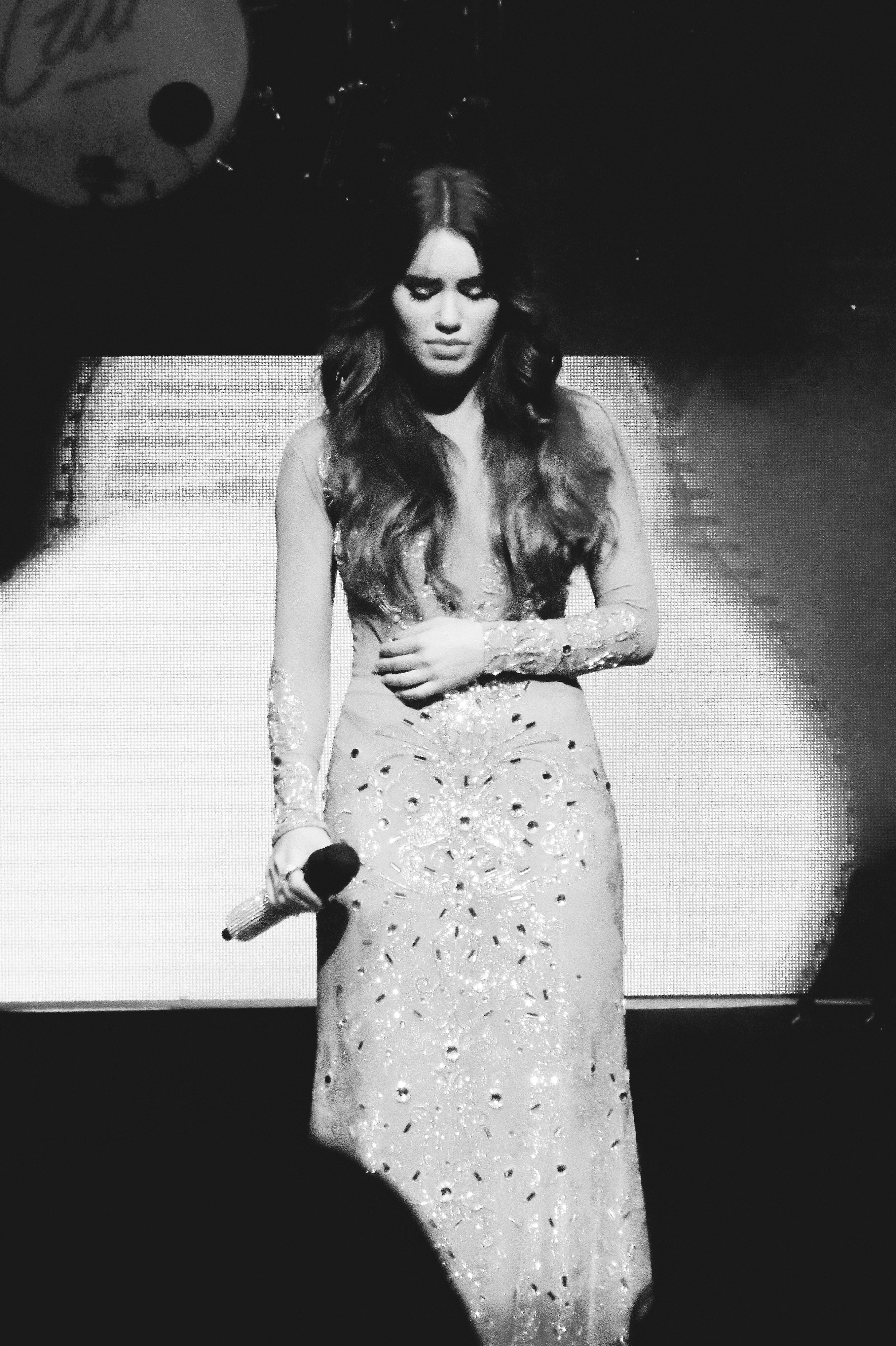
Lali nel Soy Tour nel 2016

Lali si è dilettata soprattutto nel pop, un genere che, agli esordi, ha esplorato come dance pop e pop latino. Ma poi ha sperimentato altri generi, dalla ballata romantica alla cumbia messicana e al dembow, tra gli altri. Il suo primo album, A bailar, contiene un mix di pop e R&B con influenze dance, electropop, dubstep e hip hop, invece il secondo album Soy, mantiene l'essenza pop/R&B, ma è più influenzato da reggae, gospel, funky e hard pop elettronico e da artisti come, tra gli altri, Justin Bieber, Katy Perry, Rihanna e Nicki Minaj. I due album successivi, Brava e Libra, si concentrano maggiormente sul pop latino e aggiungono fusioni e basi di reggaeton, urban e latin trap.

## Filmografia

### Cinema
- La pelea de mi vida, regia di Jorge Nisco (2012)
- Teen Angels: el adiós 3D, regia di Juan Manuel Jiménez (2013)
- A los 40, regia di Bruno Ascenzo (2014)
- Me casé con un boludo, regia di Juan Taratuto – cameo (2016)
- Permitidos, regia di Ariel Winograd (2016)
- Acusada, regia di Gonzalo Tobal (2018)
- Claudia, regia di Sebastián De Caro – cameo (2019)
- Puan, regia di Maria Alche, Benjamín Naishtat – cameo (2023)

### Televisione
- Rincón de luz – serial TV (2003)
- Flor - Speciale come te (Floricienta) – serial TV (2004-2005)
- Chiquititas sin fin – serial TV (2006)
- Teen Angels (Casi Ángeles) – serial TV (2007-2010)
- Cuando me sonreís – serial TV (2011)
- Dulce amor – serial TV, 1 episodio (2012)
- Solamente vos – serial TV (2013-2014)
- Eléctrica – webserie (2014-2015)
- Tiempo libre – webserie (2014)
- #FAMOSO – webserie, 1 episodio (2014)
- #ABailarTour: Detrás de Escena – reality, 9 episodi (2015)
- Esperanza mía – serial TV, 192 episodi (2015-2016)
- #SOY: Behind The Scenes – reality, 11 episodi (2016)
- No soy como tú crees – webserie, 1 episodio (2016)
- Sandro de América – serie TV, 1 episodio (2018)
- El host – serie TV, 1 episodio (2018)
- Sky Rojo – serie TV, 24 episodi (2021-2023)
- El fin del amor – serie TV, 10 episodi (2022-in corso)

### Programmi televisivi
- Talento Fox (Star Channel, 2018) – Giudice
- La Voz Argentina (Telefe, 2021, 2022) – Giudice
- Factor x (Telecinco, 2024) – Giudice

### Cortometraggi
- Mi fiesta, regia di Lali Espósito e Lautaro Espòsito – cortometraggio (2023)

## Discografia

### Da solista

#### Album in studio
- 2014 – A bailar
- 2016 – Soy
- 2018 – Brava
- 2020 – Libra
- 2023 – Lali
- 2025 – No vayas a atender cuando el demonio llama

#### EP
- 2014 – A bailar
- 2023 – Spotify Singles

#### Album dal vivo
- 2015 – Lali en La Trastienda
- 2016 – Lali en Vivo

#### Singoli
- 2013 – A bailar
- 2014 – Asesina
- 2014 – Amor de verdad (con Zetta Krome)
- 2015 – Mil años luz
- 2015 – Del otro lado
- 2015 – Histeria
- 2016 – Único
- 2016 – Soy
- 2016 – Boomerang
- 2016 – Ego
- 2017 – Una na
- 2018 – Tu novia
- 2018 – 100 grados (con A.Chal)
- 2018 – Besarte mucho
- 2018 – Sin querer quierendo (con Mau y Ricky)
- 2018 – Caliente (con Pabllo Vittar)
- 2019 – Somos amantes
- 2019 – Laligera
- 2019 – Como así (con CNCO)
- 2020 – Lo que tengo yo
- 2020 – Fascinada
- 2020 – Ladrón (con Cazzu)
- 2022 – Disciplina
- 2022 – Diva
- 2022 – Como tú
- 2022 – N5
- 2022 – 2 son 3
- 2022 – Motiveishon
- 2023 – Cómprame un brishito
- 2023 – Obsesión
- 2023 – ¿Quiénes son?
- 2023 – Baum baum
- 2023 – Corazón perdido
- 2024 – Fanático
- 2024 – No me importa
- 2025 – Mejor que vos (con i Miranda!)
- 2025 – 33 (con Dillom)

#### Collaborazioni
- 2016 – Own the Night (CD9 con Lali)
- 2016 – Mueve (Abraham Mateo con Lali)
- 2017 – Roma - Bangkok (Baby K con Lali)
- 2018 – Mi mala (Remix) (Mau y Ricky con Karol G, Becky G, Leslie Grace e Lali)
- 2018 – Prohibido (Remix) (CD9, con Ana Mena e Lali)
- 2018 – Todo a pulmón (Lali, Alejandro Lerner, Abel Pintos, Axel, León Gieco, Rolando Sartorio, Sandra Mihanovich e Soledad Pastorutti)
- 2018 – Brilla (Abel Pintos con Lali)
- 2018 – Lindo pero bruto (Thalía con Lali)
- 2019 – Salta la comba (Pinto "Wahin" con Lali)
- 2020 – Color esperanza 2020 - (Various artist)
- 2020 – Gente en la calle (Fito Páez con Lali)
- 2020 – Las maravillas de la vida (Los Ángeles Azules con Lali)
- 2020 – Soy de volar (Dvicio con Lali)
- 2021 – Himno a la alegría (Various artist)
- 2021 – Disparos (Abel Pintos con Lali)
- 2021 – La apuesta (Melendi con Lali)
- 2022 – Solo (Willy William, will.i.am con Lali)
- 2022 – Cuanto antes (Álex Ubago con Lali)
- 2022 – Revolución (A.N.I.M.A.L. con Lali)
- 2023 – Yo te diré (Miranda! con Lali)
- 2023 – Una vez más (Pedro Capó con Lali)
- 2023 – Nochentera (Remix) (Vicco con Lali)
- 2023 – ¿Quiénes son?
- 2023 – Dos días en la vida (Fito Páez, Nicki Nicole con Lali)
- 2024 – A oscuras (Ptazeta con Lali)
- 2024 – Supersónico (Ca7riel e Paco Amoroso con Lali)
- 2024 – Le carie (Dillom con Lali)
- 2024 – Mil horas (Cachorro López con Lali)
- 2024 – S.O.S (Taichu con Lali)
- 2025 – Loco un poco (Turf con Lali)

### Con i TeenAngels
- 2007 – TeenAngels 1
- 2008 – TeenAngels 2
- 2009 – TeenAngels 3
- 2010 – TeenAngels 4
- 2011 – TeenAngels 5
- 2012 – Teen Angels: La Despedida

### Colonne sonore
- 2003 – Rincón de luz
- 2006 – Chiquititas - 24 horas
- 2015 – Esperanza mía

## Videografia
Con i TeenAngels
- 2007 – Casi Ángeles
- 2007 – Voy por más[363]
- 2007 – Escaparé[364]
- 2008 – Nenes bien[365]
- 2008 – A ver si pueden[366]
- 2008 – A decir que sí[367]
- 2008 – Hay un lugar[368]
- 2008 – Un paso[369]
- 2009 – Hoy quiero[370]
- 2009 – Que nos volvamos a ver[371]
- 2009 – Vuelvo a casa[372]
- 2009 – El lugar real
- 2009 – Cada vez que sale el sol[373]
- 2009 – Navidad[374]
- 2010 – Vos ya sabés[375]
- 2010 – Miedo a perderte[376]
- 2010 – Bravo por la tierra[377]
- 2010 – Estoy aquí otra vez[378]
- 2011 – Que llegue tu voz[379]
- 2011 – Mírame, mírate[380]
- 2011 – Loco[381]
- 2012 – Baja el telón[382]

Da solista
- 2013 – A bailar[383]
- 2014 – Asesina[384]
- 2015 – Mil años luz[385]
- 2015 – Del otro lado[386]
- 2015 – Histeria[387]
- 2016 – Soy[388]
- 2016 – Boomerang[389]
- 2016 – Ego[390]
- 2017 – Una na[391]
- 2017 – Tu novia[392]
- 2017 – 100 grados (con A.Chal)[393]
- 2017 – Tu sonrisa[394]
- 2018 – Besarte mucho[395]
- 2018 – Sin querer queriendo (con Mau y Ricky)[396]
- 2018 – Caliente (con Pabllo Vittar)[397]
- 2019 – Somos amantes[398]
- 2019 – Laligera[399]
- 2020 – Como así (con CNCO)[400]
- 2020 – Lo que tengo yo[401]
- 2020 – Fascinada[402]
- 2020 — Ladrón (con Cazzu)[403]
- 2022 – Disciplina[404]
- 2022 – Diva[405]
- 2022 – Como tú[406]
- 2022 – N5[407]
- 2022 – 2 son 3[408]
- 2022 – Motiveishon[409]
- 2023 – Cómprame un brishito[410]
- 2023 – ¿Quiénes son?[411]
- 2024 – Fanático[412]
- 2024 – No me importa[413]
- 2025 – Mejor que vos (con i Miranda!)[414]
- 2025 –33 (con Dillom)[415]

Di canzoni in collaborazione
- 2016 – Abraham Mateo con Lali - Mueve[416]
- 2017 – Baby K con Lali - Roma-Bangkok[417]
- 2018 – Mau y Ricky con Karol G, Becky G, Leslie Grace e Lali - Mi mala (Remix)[418]
- 2019 – CD9 con Ana Mena e Lali - Prohibido (Remix)[419]
- 2019 – Thalía con Lali - Lindo pero bruto[420]
- 2019 – Pinto "Wahin" con Lali - Salta la comba[421]
- 2020 – Various artist - Color esperanza 2020[422]
- 2020 – Los Ángeles Azules con Lali - Las maravillas de la vida[423]
- 2020 – Dvicio con Lali - Soy de volar[424]
- 2021 – Fito Páez con Lali - Gente en la calle[425]
- 2021 – Various artist - Himno a la alegría[426]
- 2022 – Alex Ubago con Lali - Cuanto antes[427]
- 2023 – Miranda! con Lali - Yo te diré[428]
- 2023 – Vicco con Lali - Nochentera (Remix)[429]
- 2022 – Soledad Pastorutti con Natalia Oreiro e Lali - Quiero todo[430]
- 2024 – Ptazeta con Lali - A oscuras[431]
- 2024 – Cachorro López con Lali - Mil horas[432]
- 2024 – Taichu con Lali - S.O.S[433]
Apparizioni in videoclip di altri artisti
- 2016 – Abel Ayala - Cumbia del permitido[434]
- 2018 – Miss Bolivia - Paren de matarnos[435]
- 2018 – Ricardo Montaner - ¿Qué vas hacer ahora?[436]
- 2020 – Danna Paola - Contigo[437]
- 2022 – Rels B - Cómo dormiste?[438]
- 2022 – Tainy, Daddy Yankee, Feid e Sech O - La baby[439]

## Teatro
- Rincón de luz (2003)
- Floricienta, en vivo tour (2004-2005)
- Floricienta, princesa de la terraza tour (2005)
- Chiquititas sin fin (2006)
- Il crogiuolo (2012)
- Next to Normal (2014)
- Esperanza mía, el musical (2015)

## Tournée

### Con i TeenAngels
- 2008/10 – Tour Teen Angels y Casi Ángeles
- 2011 – Teen Angels Tour
- 2012 – Tour el Adiós

### Da solista
- 2014/16 – A Bailar Tour
- 2016/17 – Soy Tour
- 2017/18 – Lali en Vivo
- 2018/19 – Brava Tour
- 2022/23 – Disciplina Tour
- 2023 – Lali Tour
- 2025 – Lali Tour 2025

### Gruppo spalla
- 2015 – Katy Perry - The Prismatic World Tour
- 2016 – Fifth Harmony - The 7/27 Tour
- 2016 – Ricky Martin - One World Tour
- 2018 – Katy Perry - Witness: The Tour
- 2018 – Camila Cabello - Never Be the Same Tour

## Riconoscimenti
- Los más clickeados del año
  - 2011 – Famosos con más rating del año[440]
  - 2012 – Famosos con más rating del año[441]
  - 2013 – Famosos con más rating del año[442]
  - 2015 – Famosos con más rating del año
  - 2015 – Más clickeado de oro[443]
  - 2018 – Famosos con más rating del año[444]
  - 2019 – Famosos con más rating del año[445]
- Premio TKM
  - 2013 – Candidatura alla canzone TKM per A bailar[446]
  - 2013 – Candidatura alla cantante femminile TKM
  - 2013 – Candidatura alla voce rivelazione TKM
- Premio Tato
  - 2013 – Candidatura all'attrice di supporto per Solamente vos[447]
  - 2015 – Miglior attrice protagonista per Esperanza mía[448]
- Nickeleodeon Kids' Choice Awards Argentina
  - 2013 – Celebrità su Twitter
  - 2013 – Attrice preferita per Solamente vos[449]
  - 2014 – Artista argentino preferito
  - 2014 – Candidatura alla celebrità su Twitter preferita
  - 2014 – Canzone latina preferita per A bailar[450]
  - 2015 – Attrice preferita per Esperanza mía[451]
  - 2016 – Artista o gruppo nazionale preferito[452]
  - 2016 – Canzone latina preferita per Soy[452]
  - 2016 – Candidatura come ragazza trendy[453]
  - 2017 – Artista o gruppo nazionale preferito
  - 2017 – Candidatura al miglior fandom
  - 2017 – Canzone latina preferita per Una na[454]
  - 2018 – Artista o gruppo nazionale preferito
  - 2018 – Candidatura all'hit preferita per 100 grados (feat. A.Chal)
  - 2018 – Candidatura al miglior fandom[455]
- Nickelodeon Kids' Choice Awards
  - 2014 – Miglior artista latina[456]
  - 2015 – Candidatura all'artista latina preferita[457]
  - 2016 – Candidatura alla stella latina preferita
  - 2017 – Candidatura alla stella latina preferita[458]
  - 2020 – Fandom latino preferito[459]
- Best Summer Latin Songs Italia
  - 2014 – Miglior canzone dell'estate per Asesina[460]
  - 2015 – Regina latina dell'estate per Del otro lado
- MTV Millennial Awards
  - 2014 – Francotuiteador argentino dell'anno[461]
  - 2015 – Instagrammer argentino dell'anno
  - 2015 – Celebrity Dubsmash[462]
  - 2016 – Miglior artista argentina[463]
  - 2016 – Candidatura come mejor actuación en una app[464]
  - 2016 – Candidatura come InstaCrush[464]
  - 2016 – Candidatura all'esplosione pop dell'anno[464]
  - 2017 – Video dell'anno per Ego
  - 2017 – Miglior artista argentina
  - 2017 – Candidatura come esplosione pop dell'anno
  - 2017 – Candidatura come Instagrammer livello Dio argentina[465]
  - 2018 – Candidatura come Instagrammer livello Dio argentina
  - 2018 – Candidatura all'artista más flama - Argentina[466]
  - 2019 – Candidatura come Instagrammer livello Dio argentina
  - 2019 – Artista más flama - Argentina[467]
- Premio Quiero
  - 2014 – Miglior video di un'artista femminile per A bailar[468]
  - 2014 – Candidatura al miglior video pop per A bailar[469]
  - 2014 – Miglior coreografia per Asesina
  - 2014 – Candidatura al Miglior video pop per A bailar[469]
  - 2016 – Miglior video di un'artista femminile per Soy
  - 2016 – Candidatura al miglior video dell'anno per Soy
  - 2016 – Miglior coreografia per Boomerang[470]
  - 2016 – Candidatura al miglior incontro straordinario	per Mueve (Abraham Mateo con Lali)
  - 2017 – Candidatura al Miglior video di un'artista femminile per Ego
  - 2017 – Miglior video melodico per Ego
  - 2017 – Candidatura al video dell'anno per Ego
  - 2017 – Candidatura al miglior musicista instagrammer per Ego[471]
  - 2018 – Candidatura al video dell'anno per 100 grados
  - 2018 – Candidatura al miglior video pop per 100 grados
  - 2018 – Miglior incontro straordinario per Mi mala (Remix)
  - 2018 – Miglior video di un'artista femminile per Una na[472]
  - 2019 – Candidatura al miglior video di un'artista femminile per Sin querer queriendo
  - 2019 – Miglior coreografia per Somos amantes
  - 2019 – Miglior partecipazione in un video per ¿Qué vas a hacer? di Ricardo Montaner (In coppia con J Balvin)[473]
  - 2020 – Candidatura alla miglior coreografia per Lo que tengo yo
  - 2020 – Candidatura al video dell'anno per Lo que tengo yo
  - 2020 – Candidatura al miglior video di un'artista femminile per Lo que tengo yo
  - 2020 – Candidatura al miglior video pop per Como así
  - 2020 – Candidatura al miglior video da casa per Color esperanza 2020[474]
- Premios Gardel
  - 2015 – Miglior artista femminile pop[475]
  - 2015 – Miglior album nuovo di un artista pop per A bailar
  - 2017 – Candidatura al miglior album di un'artista femminile pop per Soy
  - 2017 – Candidatura alla miglior canzone dell'anno per Soy[476]
  - 2019 – Canzone dell'anno per Sin querer queriendo
  - 2019 – Miglior album di un'artista pop femminile per Brava
  - 2019 – Miglior design di copertina per Brava[477]
  - 2020 – Candidatura alla collaborazione dell'anno per Como así (Lali con i CNCO)[478]
- E! Awards
  - 2015 – Celebrity E! 2015[479]
- Friends of Zion Museum
  - 2016 – Friend of Zion Friendship Award[480]
- Premio Martín Fierro
  - 2016 – Candidatura all'attrice protagonista di una serie quotidiana per Esperanza mía
  - 2016 – Miglior canzone per Tengo esperanza[481]
  - 2022 – Mejor jurado de TV per La voz Argentina (con Soledad Pastorutti, Ricardo Montaner e Mau y Ricky)[482]
- Seoul International Drama Award
  - 2016 – Candidatura alla miglior attrice per Esperanza mía[483]
- MTV Europe Music Awards
  - 2016 – Miglior artista dell'America del Sud'[484]
  - 2017 – Miglior artista dell'America del Sud[485]
  - 2018 – Miglior artista dell'America del Sud[486]
  - 2019 – Candidatura alla miglior artista dell'America del Sud[487]
  - 2020 – Miglior artista dell'America del Sud[488]
  - 2023 – Miglior artista dell'America del Sud[489]
- Condor d'argento
  - 2017 – Candidatura alla miglior attrice rivelazione per Permitidos[490]
  - 2023 – Mejor actriz protagonista en comedia y/o musical per El fin del amor'[491]
- Heat Latin Music Awards
  - 2017 – Candidatura alla miglior artista femminile[492]
  - 2017 – Candidatura alla miglior artista pop[492]
  - 2017 – Miglior artista regione sud[493]
- Premio Breaktudo
  - 2019 – Artista latino[494]
  - 2020 – Candidatura all'artista latino[495]
  - 2020 – Candidatura all'hit latino per Lo que tengo yo
- Premio Lo Nuestro
  - 2019 – Candidatura al remix dell'anno per Mi mala (Remix)[496]
  - 2019 – Miglior artista latino
  - 2020 – Candidatura all'hit latino per Lo que tengo yo
  - 2020 – Candidatura alla miglior artista latino
  - 2021 – Candidatura alla collaborazione pop dell'anno per Como así (Lali con i CNCO)[497]
- Premio Juventud
  - 2019 – Candidatura come nuevo en USA, pero conocido en casa
  - 2019 – Candidatura al miglior dietro le quinte per Lindo pero bruto
  - 2019 – Candidatura alla miglior coreografia per Caliente[498]
  - 2020 – Candidatura come el cuarentema per Color esperanza 2020[499]
- Heat Latin Music Awards
  - 2019 – Candidatura al miglior artista del Sud[500]
  - 2020 – Candidatura al miglior video per Lindo pero bruto[501]
- Premio PRODU
  - 2019 – Candidatura come presentatrice TV per Talento Fox
- Billboard Latin Music Awards
  - 2019 – Candidatura all'artista social dell'anno[502]
  - 2023 – Candidatura alla mejor actriz principal - serie y miniserie de comedia dramática per El fin del amor[503]
- Premio Tu Música Urbano
  - 2020 – Candidatura come top rivelazione femminile[504]
- Premios Billboard de la Música Latina
  - 2020 – Artista social dell'anno[505]
- Fans Choice Awards
  - 2021 – Candidatura al miglior video feat. femminile per Ladrón (Lali con Cazzu)[506]
  - 2021 – Artista urbano femminile[507]
- Latin American Music Awards
  - 2021 – Candidatura all'artista social dell'anno[508]
- Premio Martín Fierro de la Moda
  - 2023 – Banda musical con mejor estilo[509]
  - 2023 – Candidatura al mejor estilo de jurado en TV per La Voz Argentina[510]

## Doppiatrici italiane
Nelle versioni in italiano delle opere in cui ha recitato, Lali Espósito è stata doppiata da:
- Eva Padoan in Teen Angels[511] e Sky Rojo[512]
- Giorgia Baruffi e Ludovica Bebi in Flor - Speciale come te[513]